# Parafia Najświętszego Serca Pana Jezusa w Ełku
Parafia Najświętszego Serca Pana Jezusa w Ełku została utworzona w 1962 roku. Należy do dekanatu Ełk – Świętej Rodziny diecezji ełckiej. Kościół parafialny poewangelicki wybudowany w latach 1847–1850 w stylu neogotyckim, odbudowany w latach 1922–1925 po zniszczeniach I wojny światowej, od 1946 katolicki. Parafię prowadzą księża Kanonicy Regularni Laterańscy (CRL).